# ナナヲ・チートイツ
『ナナヲ♥チートイツ』は、森橋ビンゴによる日本のライトノベル作品。イラストはしろが担当。メガミ文庫（学習研究社）より2009年1月に刊行された。
メディアミックスとして、竹書房『近代麻雀オリジナル』2011年1月号から2013年4月号にかけて前川かずおの作画でコミカライズ作品が連載された。単行本全3巻。その後、『近代麻雀』（竹書房）にて、2013年7月1日号から2014年4月1日号まで、一部の登場人物の女子高生時代を描いたスピンアウト作品『花鳥風月』が連載された。また、同誌の2015年8月15日号から2018年4月15日号まで続編にあたる『ナナヲチートイツ 紅龍』が連載された。

## 概要
性的描写が存在するなど、作品内容は全体的に殺伐としたムードで貫かれており、しろの描くイラストの可愛らしい雰囲気との乖離が生じている。表紙買いをした読者からのクレームを防ぐため、小説版の帯には編集部からの注意として「この表紙は詐欺です」と大書されている。
本作のコミカライズは原作小説が初版8000部・増刷なしと言う異例の状況で行われたが、原作小説を刊行した学研は増刷を行わなかった。現在は著者の森橋により版権が引き上げられており、絶版状態となっている。

## ストーリー
金で雇われて賭け麻雀を打つ「代打ち」で生計を立てる父に麻雀を教わり、父とのコンビ打ちで連戦連勝を重ねて来た桐島中也は、父の裏切りによって暴力団の女組長・神崎初音へ売り渡されてしまう。
そんなある日、中也は初音より膨大な額の賞金を賭けて争われる闇の麻雀大会・双竜杯への参戦を命じられる。しかし、双竜杯に参加するにはコンビ打ちをするパートナーが必要なことから、かつて代打ち組織・十三不塔（じゅうさんふとう）の女雀士として名を馳せた萩原風香の手掛かりを求めて中也は風香の娘で同級生の七緒に事情を打ち明ける。しかし、風香は多額の借金を残して失踪しており七緒は母の行方は知らない、自分をこんな境遇に追いやった麻雀なんか大嫌いだと言うのみであった。
数日後。中也が行きつけの雀荘に顔を出すと、七緒が他の客と卓を囲んでいた。七緒は徹底して七対子（チートイツ）にこだわり、連戦連勝を重ね、中也に対し母に捨てられた自分は大嫌いな麻雀で生計を立てるしか無いからこうしている、と打ち明ける。こうして、中也と七緒はコンビを組んで互いに自由の身を求め、双竜杯の開催日を迎える。

## 登場人物
桐島 中也（きりしま ちゅうや）
本作の主人公。代打ちで生計を立てる父に麻雀を教わり、自身も代打ちで連戦連勝を重ねるが父の裏切りで神崎初音に身柄を売り渡され、彼女から性的虐待や暴力を受けつつも立場上隷属を強いられている。
父が自分を売り渡した際に和了（あが）った役である国士無双にこだわり、和了る気が無い時でも国士無双狙いに見せかけた捨牌（すてはい）を戦術として多用する。
萩原 七緒（はぎわら ななを）
本作のヒロイン。クラスでは不良扱いされ、敬遠されている。金髪・碧眼の容姿は、一見すると染色、カラーコンタクトの着用による変装の様に見えるが、本人はハーフだと言い張っている。実際に、父親（既に故人）は外国人であり、金髪・碧眼も変装ではなくその父親の影響である。漫画版では、実際は金髪ではなく普段はカツラを着用して変装している。
母は代打ち組織・十三不塔の女雀士として名を馳せた萩原風香であるが、ある勝負において奸計に嵌められて多額の借金を背負い、失踪中。
好きな役は七対子で、ドラを引き当てる強運にも恵まれており調子が出ると誰も手が付けられない。
スピンアウト作品『花鳥風月』最終回にて、出生の秘密が明らかになった。

### 元禄会関係者
神崎 初音（かんざき はつね）
暴力団・元禄会の女組長。年齢は30代後半と見られる。表向きは中也の保護者として振る舞っているが、プライベートでは性的奴隷としての関係を強要している。十三不塔に対して思うところが有るらしく、中也の身柄を引き受けたのは十三不塔が双竜杯の開催権を獲得して1回目となる次の大会で優勝するためであった。
性格はえげつなく、激しいセックス中毒で自慰癖・放尿癖があり、それらを含めて中也や他の人物に対してプレイする描写がしばしばある。とくに中也に対しては憎からず思っている節があり、彼が麻雀の特訓のために「お勤め」を断られ、いない間自慰行為に励んだ際にも「中也でないとダメ」と呟いていたゆえに歪んだ愛情をもっており、七緒への当てこすりでセーラー服姿のコスプレをしながら、行為を中也に強要し、それを七緒に見せつけると言った一幕もあった。
中也が負けても七緒もろともこれまで通り性奴隷に出来る展開もよしとしていた。しかし、本戦で優勝したのにも関わらず、中也を「自由にする」約束を破ったことが仇となり、正体を明かした雪花に始末される。
原作小説とコミカライズで末路に差があり、小説版では射殺されるだけで済んだが、コミカライズ版では肉体・性的暴行を加えられて精神に異常をきたし、そのまま倉庫ごと火葬されるという凄惨なものになっている。
スピンアウト作品『花鳥風月』にも登場。その作品によれば、弁天工業高校出身で、当時からえげつない性格をしていたコギャルであった。また、雛子との因縁関係も明らかになった。
五十嵐（いがらし）
元禄会が所有するビルに店を構える雀荘・失楽荘の店長。中也に萩原風花の娘が中也と同じ高校に通っていることを教える。
スピンアウト作品『花鳥風月』にも登場し、その作品の当時から初音の仕様人であった。
徳田（とくだ）
元禄会組員。失楽荘で中也・初音・五十嵐と卓を囲むことが多い。

### 十三不塔の雀士
一之瀬 雛子（いちのせ ひなこ）
闇麻雀世界に君臨する代打ちのスペシャリストで構成される謎の組織・十三不塔の女雀士。中也が父に裏切られた時に卓を仕切り、また七緒の母・風香を奸計に嵌めた張本人。双竜杯では司会・進行役を務める。
初音とは何かしら因縁があった模様で、取引先のチャイニーズマフィアと彼女が揉めている所でチャイニーズマフィアに協力し初音を始末する。また勝負事に関してはフェアで勝利者となった中也らに対して称える言動も取った。
スピンアウト作品『花鳥風月』では中心人物として描かれている。その作品によると、聖カタリナ女学園出身で、風香とは同級生でそのころからの付き合いであった。同級生の栗栖椿曰く、バイセクシャル。
桐島 宗白（きりしま そうはく）
中也の父。流れの代打ち雀士であったが、中也に麻雀を教えたのに前後してツキに見放され始め不振に喘いでいた。それでも、中也とのコンビ打ちで連戦連勝を誇っていたが中也を裏切り、その身柄を初音に売り渡したのと引き換えに十三不塔の一員となり再び全盛期のツキを取り戻す。
双竜杯においてはトップをとっていたが、終盤で七緒の策略により敗北。その後、中也に「縁があったらまた打とう」と再戦を望む言葉を残し去っていった。
一之瀬 双葉（いちのせ ふたば）
雛子の妹で、中也・七緒の同級生。対外的には「内気で鈍くさい少女」を演じているが、実態は粗暴な言動をとる不良っぽい性格。七緒は一之瀬の正体を知る前から、一之瀬の存在そのものに対して言葉にし難い嫌悪感を抱き、執拗にいじめを繰り返していた。
実は雛子の妹ではなく拾い子であった。そのころから麻雀打ちとして鍛えられ、双竜杯において十三不塔代表として宗白とコンビを組んで参戦。雀士としては稀に見る強運を背景に荒っぽい打ち方をする。終盤では七緒が勝利し、加えて2人のキスシーンを目の当たりにし、中也を密かに想っていた事も重なり「人の純情を弄びやがって」と吐き、泣きながら去っていった。

### その他の人物
雪花（シェホア）
神崎家で家政婦として働いている中国人。カタカナ交じりで話すのが特徴。中華料理が得意だが、初音の口に合わないためいつも和食を用意させられている。中也とは仲良しで、彼を「ボッチャン」と呼び慕う。
その正体はチャイニーズマフィアの一員で雛子が本来の雇い主だった。初音のスパイとして活動し、終盤では仲間と共に元禄会組員を殲滅した後に初音を狙撃。その後、双竜杯で得た3億円のうち「迷惑賃」として2億円を持っていくが、中也には「自分に優しかったから」と残り1億を差し渡して仲間とともに引き上げた。
その後も中也との交流は続いており、エピローグでは代打ちの依頼と七緒の母・風香の情報を提供していた。
辻（つじ）
中也が（大学生と年齢詐称を行い）出入りしている雀荘・五條の店長。元プロ雀士で、ヤクザの代打ちをしたこともあるという噂がある。
北島 竜介（きたじま りゅうすけ）
中也と組んで双竜杯に参戦させるため初音が東北地方から連れて来た雀士。徹底した確率論に基づき、理詰めで役を作る。
萩原 風香（はぎわら ふうか）
七緒の母親。策謀で借金を背負わされ高跳びするもエピローグにおいては中国で代打ち業をしている模様。
ナナヲ・チートイツの前日談『花鳥風月』では雛子同様中心人物として描かれている。後に生まれた娘の七緒に関しては、雛子ら同級生と行ったラスベガスのカジノで荒稼ぎし、後に挑んできたオーナーのシドに麻雀で挑むも敗北し、その代償としてレイプされて出来たことが明らかになった。

## 既刊一覧

### 小説
森橋ビンゴ（著）・しろ（イラスト） 『ナナヲ♥チートイツ』 学習研究社〈メガミ文庫〉、2009年2月5日初版発行（1月29日発売）、ISBN 978-4-05-903530-5）

### 漫画
- 森橋ビンゴ（原作）・前川かずお（作画） 『ナナヲチートイツ』 竹書房〈近代麻雀コミックス〉、全3巻
  1. 2011年12月21日初版発行（12月7日発売[10]）、ISBN 978-4-8124-7708-3
  2. 2012年10月9日発売[11]、ISBN 978-4-8124-8005-2
  3. 2013年4月8日発売[12]、ISBN 978-4-8124-8141-7
- 森橋ビンゴ（原作）・前川かずお（作画） 『花鳥風月』 竹書房〈近代麻雀コミックス〉、2016年4月15日発売[13]、ISBN 978-4-8019-5501-1
- 森橋ビンゴ（原作）・前川かずお（作画） 『ナナヲチートイツ 紅龍』 竹書房〈近代麻雀コミックス〉、全4巻
  1. 2016年7月15日発売[14]、ISBN 978-4-8019-5586-8
  2. 2017年1月14日発売[15]、ISBN 978-4-8019-5726-8
  3. 2017年8月12日発売[16]、ISBN 978-4-8019-6022-0
  4. 2018年4月16日発売[17]、ISBN 978-4-8019-6230-9